# Land Rover Range Rover Evoque
Land Rover Range Rover Evoque — премиальный компактный кроссовер, производимый компанией Land Rover. Является логическим продолжением концепт-кара Land Rover LRX, дебютировавшего в январе 2008 года в городе Детройт.
Производство Range Rover Evoque стартовало 4 июля 2011 года на заводе группы Jaguar Land Rover в Хейлвуде.
Автомобиль оснащается как дизельными двигателями 150 л. с. и 190 л. с., уже известными по автомобилю Freelander 2, так и новым бензиновым двигателем с турбонагнетателем и прямым впрыском топлива, рабочий объём которого 2 литра, а мощность — 240 л. с. Дизельные двигатели могут быть агрегатированы 6-ступенчатой ручной или 6-ступенчатой автоматической коробкой передач. Так же модельный ряд 2014г оснащается 9-ступенчатой автоматической коробкой передач. Бензиновый двигатель доступен только с автоматической коробкой передач. Передняя подвеска независимая, типа McPherson с пружинами и стабилизатором поперечной устойчивости, задняя — также независимая, типа McPherson с пружинами и стабилизатором поперечной устойчивости.
Автомобиль прошел тест Euro NCAP в 2011 году:
| Euro NCAP                                                          | Euro NCAP | Euro NCAP | Euro NCAP             |
| ------------------------------------------------------------------ | --------- | --------- | --------------------- |
| · общий рейтинг                                                    |           |           |                       |
| 86%                                                                | 75%       | 41%       | 86%                   |
| взрослый пассажир                                                  | ребёнок   | пешеход   | активная безопасность |
| Протестированная модель: Range Rover Evoque 2,2 дизель, RHD (2011) |           |           |                       |

Автомобиль прошел тест Euro NCAP в 2019 году:
| Euro NCAP                                                                         | Euro NCAP | Euro NCAP | Euro NCAP             |
| --------------------------------------------------------------------------------- | --------- | --------- | --------------------- |
| · общий рейтинг                                                                   |           |           |                       |
| 94%                                                                               | 87%       | 72%       | 73%                   |
| взрослый пассажир                                                                 | ребёнок   | пешеход   | активная безопасность |
| Протестированная модель: Range Rover Evoque R Dynamic 'S', 2.0 diesel, RHD (2019) |           |           |                       |

## Рестайлинг
Evoque 2016 модельного ряда был представлен на автосалоне в Детройте. Автомобиль получил обновленную переднюю часть, задние фонари и новое техническое оснащение. Кроссоверы 2017 модельного года обзавелись новой информационно-развлекательной системой InControl Touch Pro с расширенным функционалом.
Разгон 0-100 км/час осуществляется автомобилем от 6,6 до 11,2 секунд.

## Второе поколение
Весной 2019 года было представлено второе поколение модели. Автомобиль получил незначительное увеличение в габаритах и цифровую начинку и салон как у Range Rover Velar.
Сравнительное увеличение в габаритах в таблице.
|                            | Evoque (1 рестайлинг) | Evoque (2 поколение) |
| Высота                     | 1635 мм               | 1649 мм              |
| Ширина                     | 1900 мм               | 1904 мм              |
| Длина                      | 4370 мм               | 4371 мм              |
| Глубина брода              | 500 мм                | 600 мм               |
| Максимальный угол поворота | 23,2 градусов         | 22,2 градуса         |